# Эммаусский, Анатолий Васильевич
Анатолий Васильевич Эммаусский (11 ноября 1898, пгт Лотошино, Московская губерния — 9 июля 1987, город Киров) — советский историк, кандидат исторических наук (1941), доктор исторических наук, профессор. Заслуженный деятель науки РСФСР (1970).

## Биография
Учился в Тверской духовной семинарии, но не завершил в ней полного обучения по собственному желанию. После учился на естественном отделении физико-математического факультета МГУ, который покинул из-за нехватки средств. С 1919 года начал работать в школе. Из-за желания заниматься научной деятельностью закончил Тверской педагогический институт (1926). С 1930 года работал преподавателем Вятского педагогического института, с 1966 года профессор. В 1941 году получил степень кандидата наук. Заведующий кафедрой истории СССР (в 1937—1938 и 1941—1953 годах), декан исторического факультета (в 1937—1939 и 1941—1950 годах).

## Научные труды
Автор 7 монографий, 8 коллективных работ и более 130 научных статей и очерков, преимущественно по истории Вятского края с древности до второй половины XIX века. В них нашла отражение и история Удмуртии и удмуртского народа. Определил дату основания города Вятки — 1374 год, с помощью астрономических вычислений уточнил день битвы на Калке.

### Основные работы
- Вятская земля в период образования русского государства. Киров, 1949
- Очерк истории Вятской земли в XVI — начале XVII в. Киров, 1951
- Исторический очерк Вятского края XVII—XVIII веков. Киров, 1956
- К вопросу о времени основания города Вятки (Кирова). Киров, 1971
- История Вятского края в XII — середине XIX веков. Киров, 1996
- Вятская земля в XII—XIX вв. Киров, 1996.